# Odontomera basistriga
Odontomera basistriga är en tvåvingeart som först beskrevs av Walker 1861.  Odontomera basistriga ingår i släktet Odontomera och familjen Richardiidae. Inga underarter finns listade i Catalogue of Life.